# Xi Zhongxun

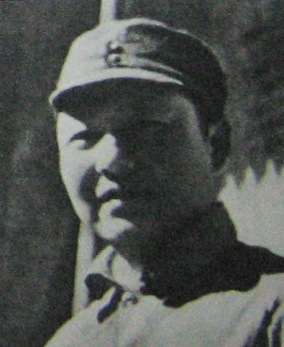
Xi Zhongxun

Xi Zhongxun (Chinees: 習仲勛 / 习仲勋, Hanyu pinyin: Xí Zhòngxūn) (Fuping (Shaanxi), 15 oktober 1913 - Peking, 24 mei 2002) was een communistische revolutionair en een politiek leider in de Volksrepubliek China. Hij wordt beschouwd als behorende tot de eerste generatie Chinese leiders. De bijdragen die hij aan de Chinese communistische revolutie en de ontwikkeling van de Volksrepubliek, vanaf de oprichting van de communistische guerrilla-bases in het noordwesten van China in de jaren 1930 aan de start van economische liberalisering in het zuiden van China in de jaren 1980, zijn talrijk en breed. Hij stond bekend om de politieke gematigdheid en voor de tegenslagen in zijn carrière. Hij werd meerdere malen gevangengezet en geïnterneerd. Zo werd hij in 1962 uit zijn functies gezet, als gevolg van het steunen van Peng Dehuai tijdens de conferentie van Lushan. 
Xi Zhongxuns zoon is Xi Jinping, de huidige president van de Volksrepubliek China. Xi Zhongxun kreeg vier kinderen met zijn tweede vrouw Qi Xin.
- Bibsys: 1665604353340
- Gemeinsame Normdatei: 1183015895
- International Standard Name Identifier: 0000 0000 6423 6849
- Library of Congress Control Number: nr97026784
- Nationale bibliotheek van Australië: 36724856
- Nederlandse Thesaurus van Auteursnamen: 264408500
- Trove: 1433172
- Virtual International Authority File: 7297610
- WorldCat: E39PBJm4WxYgkCvF4PCG86bKh3